# 索洛尼
索洛尼（法語：Sologny，法語發音：[sɔlɔɲi]）是法国索恩-卢瓦尔省的一个市镇，属于马孔区。

## 地理
索洛尼（46°21'36"N, 4°40'58"E）面积10.65 平方千米，位于法国勃艮第-弗朗什-孔泰大區索恩-卢瓦尔省，该省份为法国中部省份，北起顺时针与科多尔省、汝拉省、安省、罗讷省、卢瓦尔省、阿列省和涅夫勒省接壤。
与索洛尼接壤的市镇（或旧市镇、城区）包括：克呂尼、贝尔泽勒沙泰勒、贝尔泽城、布尔维兰、皮埃尔克洛、圣塞西尔。

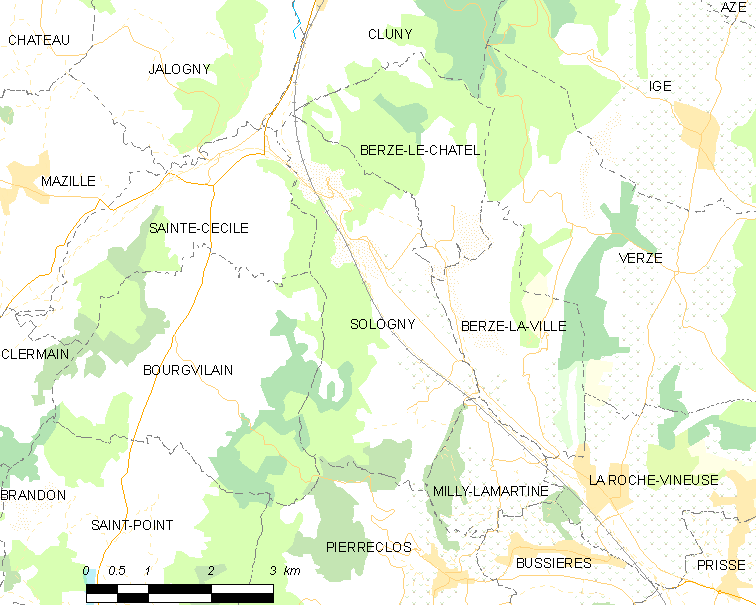
索洛尼的OSM定位图

索洛尼的时区为UTC+01:00、UTC+02:00（夏令时）。

## 行政
索洛尼的邮政编码为71960，INSEE市镇编码为71525。

## 政治
索洛尼所属的省级选区为于里尼县。

## 人口

1962-2008年间索洛尼人口变化图示

索洛尼于2022年1月1日时的人口数量为576人。